# 丁家湾贾氏宅
贾氏宅（同福祥盐号），位于江苏省扬州市广陵区东关街道何园社区丁家湾1号，已列为扬州市文物保护单位。
丁家湾1号原为周易三祖产，1930年代由镇江盐商贾沅（字颂平）收购，原本打算作为同福祥盐号办公场所，抗日战争爆发，于是交由贾氏族人居住。1951年，贾淮清将其出售给苏北行政公署，改为苏北军区二十速成中学、扬州客车制造厂职工宿舍。
丁家湾贾氏宅占地1.86亩，1200平方米，并列两路住宅，房屋60余间。布局基本保留。已列为扬州市文物保护单位。
贾沅（字颂平）在附近的何园社区大武城巷1-5号以及广陵路263号另有两处住宅，即贾氏盐商住宅，为全国重点文物保护单位。	